# Самюель Іпуа
Самюель Іпуа (фр. Samuel Ipoua, нар. 1 березня 1973, Дуала) — камерунський футболіст, що грав на позиції нападника.
Встиг пограти в шести європейських футбольних чемпіонатах, був гравцем національної збірної Камеруну.

## Клубна кар'єра
У дорослому футболі дебютував 1992 року виступами у Франції за команду клубу «Ніцца», в якій провів чотири сезони, взявши участь у 72 матчах чемпіонату. 
1996 року приєднався до італійського «Торіно», де мав проблеми з потраплянням до складу команди. Тож вже 1997 року перейшов до австрійського «Рапіда» (Відень), в якому знову регулярно отримував ігровий час, як і в наступній своїй команді, якою протягом 1998–2000 років була французька «Тулуза».
Протягом 2000–2004 років грав у Німеччині, де змінив три клуби — «Майнц 05», «Мюнхен 1860» та «Рот Вайс» (Ален), проте у жодному з них закріпитися у команді не зміг.
В сезоні 2004/05 захищав кольори бельгійського «Сент-Трюйдена», де вже був одним з основних нападників. А завершив професійну ігрову кар'єру у люксембурзькому «Вільці», за команду якого виступав протягом 2005—2006 років.

## Виступи за збірну
1997 року дебютував в офіційних матчах у складі національної збірної Камеруну. Протягом кар'єри у національній команді, яка тривала 2 роки, провів у формі головної команди країни 9 матчів.
У складі збірної був учасником чемпіонату світу 1998 року у Франції, де взяв участь у двох іграх групового етапу, який африканці не змогли подолати, а також розіграшу Кубка африканських націй 1998 року, що проходив у Буркіна Фасо.